# Муса Ноа Камара
Муса Ноа Камара (англ. Musa Noah Kamara, нар. 6 серпня 2000, Томбо) — сьєрралеонський футболіст, нападник клубу «Іст Енд Лайонз» та національної збірної Сьєрра-Леоне.

## Клубна кар'єра
Камара народився в Томбо. Після виступів за «АІК Фрітонг» у 2018 році він перейшов у «Іст Енд Лайонз», з яким став найкращим бомбардиром Національної прем'єр-ліги Сьєрра-Леоне 2019 року, забивши 15 голів, і допоміг команді стати чемпіоном країни
У серпні 2019 року він приєднався до шведського клубу «Трелеборг», підписавши контракт на три з половиною роки, але через тиждень скасував контракт, посилаючись на холодну погоду в Швеці. Однак наступного дня він відмовився від цієї заяви та наполягав на тому, що повернувся до Сьєрра-Леоне, щоб грати за національну збірну в майбутніх матчах кваліфікації до чемпіонату світу 2022 року.
В результаті Камара провів сезон 2019/20 у клубі «Хадія Хоссана» в Ефіопії, а потім повернувся до Сьєрра-Леоне у «Іст Енд Лайонз».

## Міжнародна кар'єра
Камара виступав за молодіжну збірну Сьєрра-Леоне, провівши 1 матч у 2018 році.
26 липня 2018 року Камара дебютував у складі національної збірної Сьєрра-Леоне в товариській грі проти Ліберії (0:0). Він представляв Сьєрра-Леоне на Кубку націй ВАФУ 2019 року в Сенегалі.
У складі збірної брав участь у Кубку африканських націй 2021 року в Камеруні, забивши гол у грі проти Кот-д'Івуару (2:2).

## Досягнення
- Найкращий бомбардир чемпіонату Сьєрра-Леоне: 2019 (16 голів)